# Golf von Leyte
Koordinaten: 10° 50′ 0″ N, 125° 25′ 0″ O
Der Golf von Leyte ist ein Teil der Philippinensee, einem westlichen Ausläufer des Pazifischen Ozeans, und wird umfasst von den philippinischen Inseln Leyte und Samar.

## Geographie
Der Golf liegt im Westen der Philippinensee und ist umgeben von den Inseln Leyte im Westen und von Samar im Osten. Beide Inseln sind durch eine schmale Wasserstraße, der San-Juanico-Straße, voneinander getrennt, der den Golf von Leyte mit der nordwestlich gelegenen Bucht von Carigara verbindet. Im Süden des Golfs liegt die Insel Mindanao, die von der Insel Leyte durch die Straße von Surigao getrennt wird. Der nördliche Teil der Insel Dinagat markiert den südöstlichen Rand des Golfes, die Insel Homonhon den östlichen.

Karte mit dem Golf von Leyte im Osten

Die wichtigsten Häfen sind Tacloban City, Dulag und Abuyog. Der Golf hat eine nord-südliche Ausdehnung von etwa 140 km und eine ost-westliche Breite von etwa 90 km. Auch eine Ausdehnung von 130 km und 60 km wird genannt.

## Geschichte
Die Insel Homonhon Island ist als erster Ankunftspunkt von Ferdinand Magellan nach dessen Überquerung des Pazifiks bekannt. Magellan kam hier am 16. März 1521 an und deckte sich in dem damals unbesiedelten Eiland mit Nahrung und Trinkwasser ein, nachdem er und seine Expedition zuvor Guam und die Marianen entdeckt hatten.
Zwischen dem 23. Oktober und dem 26. Oktober 1944 fand um den Golf von Leyte die größte Seeschlacht der Geschichte statt. In der See- und Luftschlacht im Golf von Leyte kämpften US-amerikanische und australische gegen japanische Seeverbände über drei Tage in verschiedenen Gefechten. Obwohl keines dieser Gefechte tatsächlich in dem Golf stattfand, sondern lediglich in den Gewässern in seinem Umkreis, bildet der Golf den geographischen Mittelpunkt der einzelnen Gefechtsorte.
2013 wurde der Golf von dem Super-Taifun Haiyan getroffen und richtete auf den anliegenden Inseln Leyte und Samar großen Schaden an.